# Edward Hopper
Edward Hopper, född 22 juli 1882 i Nyack, New York, död 15 maj 1967 i New York, var en amerikansk målare, mest känd för sina realistiska skildringar av ensamheten i samtida USA.

## Biografi

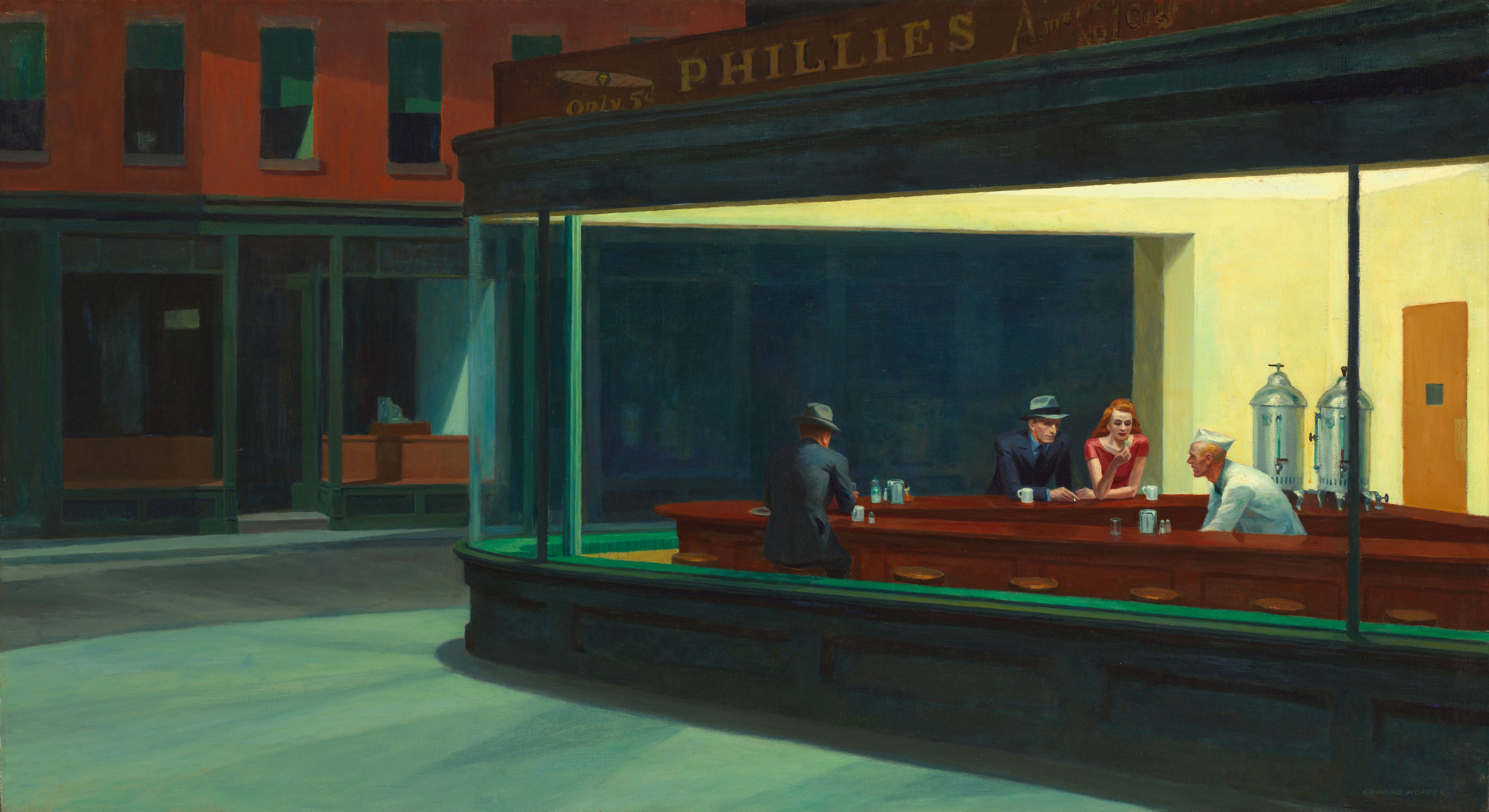
Nattugglor, 1942

Hopper deltog i Armory Show 1913 men fick sitt genombrott på 1920-talet. Han var utbildad illustratör och arbetade med reklamdesign fram till 1920.
En av hans mest kända målningar är Nattugglor, i original Nighthawks, från 1942 som skildrar några ensamma människor som besöker en nattöppen bar. Hopper söker gestalta den psykiska alienationen mellan målningens personer. Den var förlaga till en poster kallad "Boulevard of Broken Dreams" av den österrikiske målaren Gottfried Helnwein. I hans version besöks restaurangen av Humphrey Bogart, Marilyn Monroe och James Dean. Bakom disken står Elvis Presley. Det finns även en poster där personerna på bilden utgörs av karaktärer från TV-serien Simpsons.
Hopper är berömd för sin användning av ljus i sina målningar. Både i målningar som Nattugglor vilka skildrar stadsmiljöer och i målningar där man får titta in i ett rum spelar ljuset ett avgörande moment. I flera av Hoppers målningar är horisontlinjen dold, vilket bidrar till en drömlik stämning. Vissa målningar ger även prov på en underliggande oro.
Han var inte enbart utbildad i USA utan åkte många gånger till Paris i unga år. Resandet betydde mycket för Hopper vilket man förstår av hans målningar. Främst kanske resandet genom USA återspeglar sig i målandet men Mexiko och Europa fick också besök av Hopper.
Hans sista målningar utfördes 1965: "Salongsvagn" (engelska "Chair Car") och "Två komiker" (engelska "Two Comedians").